# Afrikanische Salmler
Die Afrikanischen Salmler (Alestidae, ältere Schreibweise Alestiidae), auch Großaugensalmler genannt, sind eine Familie aus der Ordnung der Salmlerartigen. Die Fische leben in den Süßgewässern des tropischen und subtropischen Afrika, die meisten Arten kommen aus dem Stromgebiet des Kongo. Einige Arten sind sehr schöne und beliebte Süßwasserzierfische.

## Merkmale
Großaugensalmler haben einen gestreckten, manchmal auch leicht hochrückigen Körper, der mit Cycloidschuppen bedeckt ist. Die meisten Arten sind großäugig und haben große Rückenflossen. Eine Fettflosse ist vorhanden. Das Maul ist oft leicht oberständig. Die Tiere haben zwei Reihen Zähne auf dem Praemaxillare (Bryconaethiops hat drei), die zweite mit Mahlzähnen (Gr.: „alestes“ = mahlen). Das Maxillare ist zahnlos. Afrikanische Salmler der ehemaligen Unterfamilie Alestinae werden 3,2 bis 60 Zentimeter lang, die ehemaligen Hydrocyninae erreichen Längen von einem halben bis 1,35 Meter. Beim Riesen-Tigersalmler wurden schon Exemplare bis 1,50 Meter gefangen.

## Lebensweise
Die meisten Afrikanischen Salmler leben als Schwarmfische in Seen und Flüssen. Sie ernähren sich vor allem von Insektenlarven und anderen kleinen Wasserbewohnern. Einige Arten fressen auch Pflanzen. Die großen Arten der Gattung Hydrocynus fressen kleinere Fische. Afrikanische Salmler laichen in Gruppen oder paarweise im freien Wasser oder zwischen Wasserpflanzen. Die Eier sinken auf den Grund oder kleben an den Pflanzen.

## Innere Systematik
Die innere Systematik der Afrikanischen Salmler ist bis heute umstritten. Ein Vorschlag ist, die großen, piscivoren Tigerfische (Hydrocynus) in eine eigene Unterfamilie zu stellen (Hydrocyninae) und alle anderen Afrikanischen Salmler in eine andere (Alestinae), ein anderer vier Gattungen großer und mittelgroßer Arten (Alestes, Brycinus, Bryconaethiops und Hydrocynus) in einer Tribus (Alestiini) zuzuordnen und die kleineren in einer anderen (Petersiini). Für letztere wird als Merkmal das Fehlen einer mehrspitzigen, molariformen Bezahnung und der bei vielen Arten vorhandene ausgeprägten Geschlechtsdimorphismus angegeben. Die Bezahnung gilt aber als ursprüngliches Merkmal kann zur Klärung der internen Verwandtschaftsverhältnisse zwischen den Untergruppen nicht herangezogen werden.
Das rechte Kladogramm, ermittelt durch den Vergleich von je zwei Markern der mitochondrialen und der Zellkern-DNA, ergibt sich bei der Auswertung der Datensätze nach dem Prinzip der Maximalen Sparsamkeit (Parsimony). Werden sie mit der Methode der Bayesschen Statistik berechnet, so entsteht sich ein fast gleiches Kladogramm, nur Alestes und Hydrocynus sind dann Schwestergattungen. DNA der Gattungen Petersius und Virilia standen nicht zur Verfügung.
Für zwei weitere, monotypische Gattungen mit dem Afrikanischen Großschuppensalmler (Arnoldichthys spilopterus) und dem Adonissalmler (Lepidarchus adonis) als Arten, ergaben die Berechnungen, dass sie offenbar nicht zu den Alestidae gehören, sondern in einer großen Klade südamerikanischer Salmler stehen, der Afrikanische Großschuppensalmler als Verwandter der Amerikanischen Hechtsalmler (Ctenoluciidae), der Adonissalmler basal zu einer Klade von Chalceus, den Acestrorhynchidae und der Echten Salmlern (Characidae).

## Gattungen und Arten
Insgesamt gehören etwa 115 Arten zu den Afrikanischen Salmlern.
- Gattung Alestes Müller & Troschel, 1844
  - Alestes ansorgii Boulenger, 1910
  - Alestes baremoze (Joannis, 1835)
  - Alestes dentex (Linnaeus, 1758)

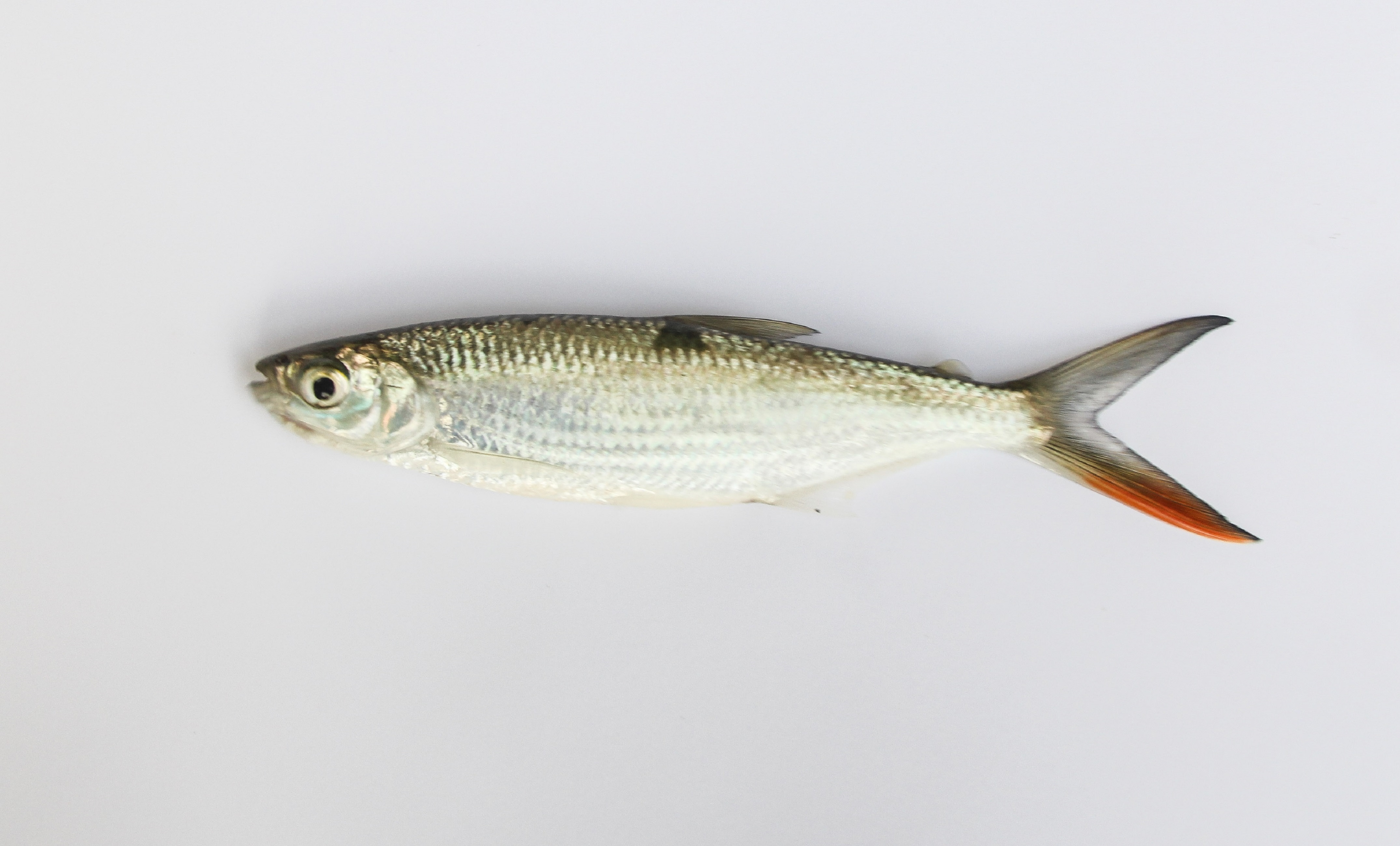
Alestes baremoze oder A. dentex

  - Alestes inferus Stiassny, Schelly & Mamonekene, 2009
  - Alestes liebrechtsii Boulenger, 1898
  - Alestes macrophthalmus Günther, 1867
  - Alestes stuhlmannii Pfeffer, 1896
- Gattung Alestion Roberts, 2019
  - Alestion rapax Roberts, 2019
- Gattung Alestopetersius Hoedeman, 1951Gelber Kongosalmler (Alestopetersius caudalis)

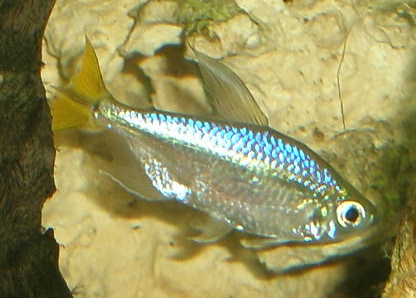
Gelber Kongosalmler (Alestopetersius caudalis)

  - Alestopetersius bifasciatus (Poll, 1967)
  - Alestopetersius brichardi Poll, 1967
  - Gelber Kongosalmler (Alestopetersius caudalis Boulenger, 1899)
  - Alestopetersius compressus (Poll & Gosse, 1963)
  - Alestopetersius conspectus Mbimbi & Stiassny, 2012
  - Alestopetersius hilgendorfi (Boulenger, 1899)
  - Alestopetersius leopoldianus (Boulenger, 1899)
  - Alestopetersius nigropterus Poll, 1967
  - Alestopetersius smykalai Poll, 1967
  - Alestopetersius tumbensis Hoedeman, 1951[5]
- Gattung Bathyaethiops Fowler, 1949
  - Bathyaethiops atercrinis Mamonekene & Stiassny, 2012
  - Bathyaethiops baka Moritz & Schliewen, 2016
  - Bathyaethiops breuseghemi (Poll, 1945)
  - Bathyaethiops caudomaculatus (Pellegrin, 1925)
  - Bathyaethiops flammeus Moritz & Schliewen, 2016
  - Bathyaethiops greeni Fowler, 1949
- Gattung Brachyalestes[2]Brachyalestes peringueyi

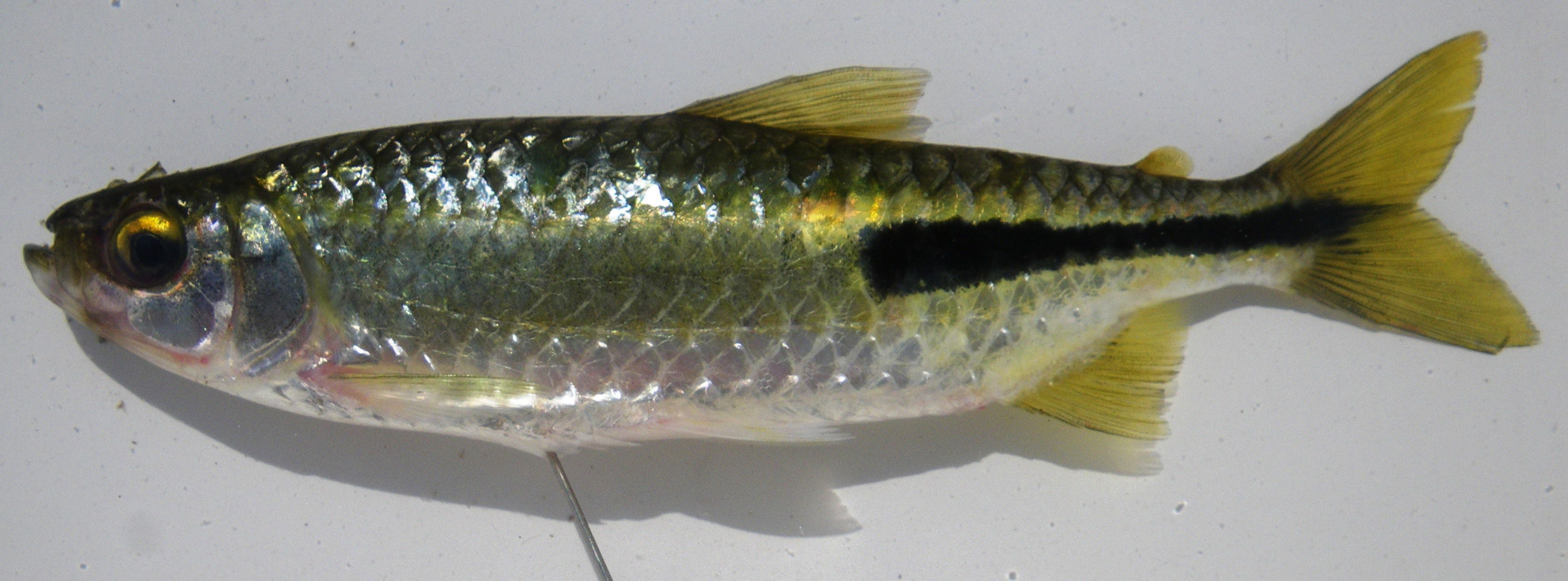
Brachyalestes peringueyi

  - Brachyalestes abeli (Fowler, 1936)
  - Brachyalestes affinis (Günther, 1894)
  - Brachyalestes bimaculatus (Boulenger, 1899)
  - Brachyalestes carolinae (Paugy & Lévêque, 1981)
  - Brachyalestes comptus (Roberts & Stewart, 1976)
  - Brachyalestes epuluensis Decru, Vreven, Sadio & Snoeks, 2016
  - Brachyalestes ferox (Hopson & Hopson, 1982)
  - Brachyalestes fwaensis Géry, 1995
  - Brachyalestes humilis (Boulenger, 1905)
  - Brachyalestes imberi (Peters, 1852)
  - Brachyalestes jackiae Stiassny et al., 2023
  - Brachyalestes jacksonii (Boulenger, 1912)
  - Brachyalestes kingsleyae (Günther, 1896)Brachyalestes kingsleyae

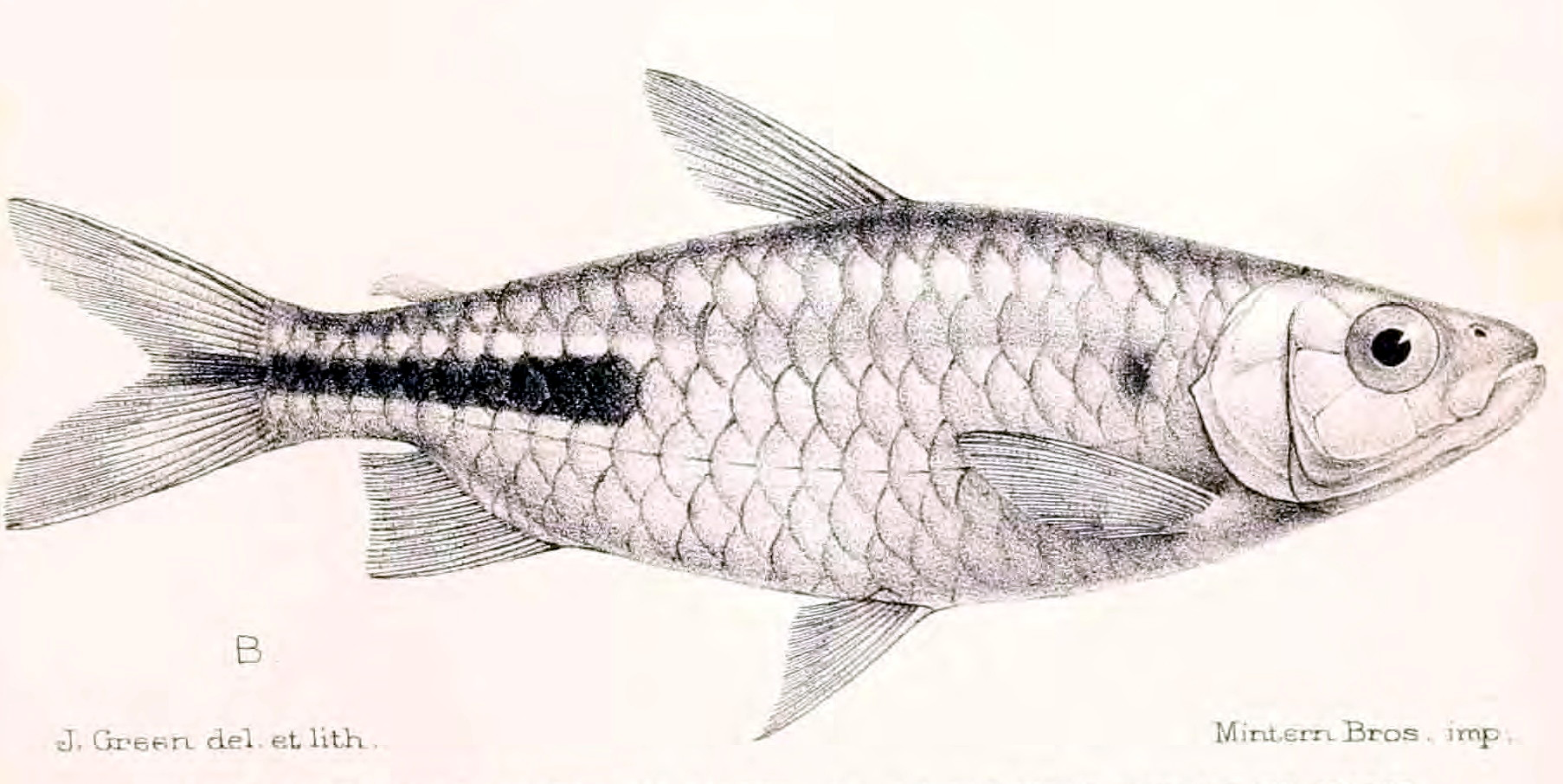
Brachyalestes kingsleyae

  - Brachyalestes lateralis (Boulenger, 1900)
  - Brachyalestes minutus (Hopson & Hopson, 1982)
  - Brachyalestes nigricauda (Thys van den Audenaerde, 1974)
  - Brachyalestes nurse (Rüppell, 1832)
  - Brachyalestes opisthotaenia (Boulenger, 1903)
  - Brachyalestes peringueyi (Boulenger, 1923)
  - Brachyalestes sadleri (Boulenger, 1906)
  - Brachyalestes taeniurus (Günther, 1867)
- Gattung Brachypetersius Hoedeman, 1956Brachypetersius altus

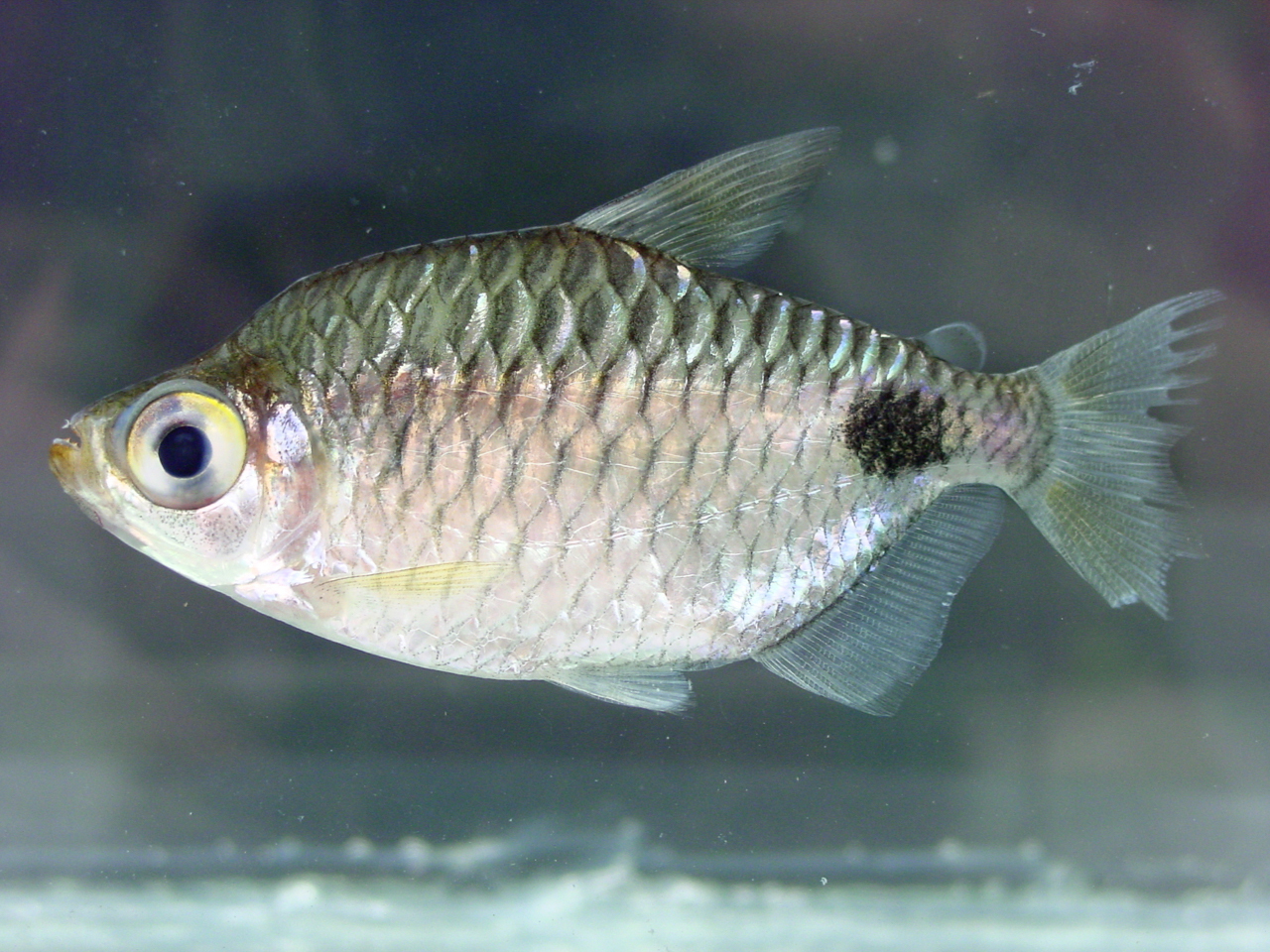
Brachypetersius altus

  - Brachypetersius altus (Boulenger, 1899)
  - Brachypetersius cadwaladeri (Fowler, 1930)
  - Brachypetersius gabonensis Poll, 1967
  - Hulots Kongosalmler (Brachypetersius huloti Poll, 1954)
  - Brachypetersius notospilus (Pellegrin, 1930)
  - Brachypetersius pseudonummifer Poll, 1967
- Gattung Brycinus Cuvier & Valenciennes, 1849[2]
  - Brycinus batesii (Boulenger, 1903)
  - Brycinus carmesinus (Nichols & Griscom, 1917)
  - Brycinus grandisquamis (Boulenger, 1899)
  - Brycinus leuciscus (Günther, 1867)
  - Brycinus luteus (Roman, 1966)
  - Brycinus macrolepidotus Valenciennes, 1850
  - Brycinus poptae (Pellegrin, 1906)
  - Brycinus rhodopleura (Boulenger, 1906)
  - Brycinus schoutedeni (Boulenger, 1912)

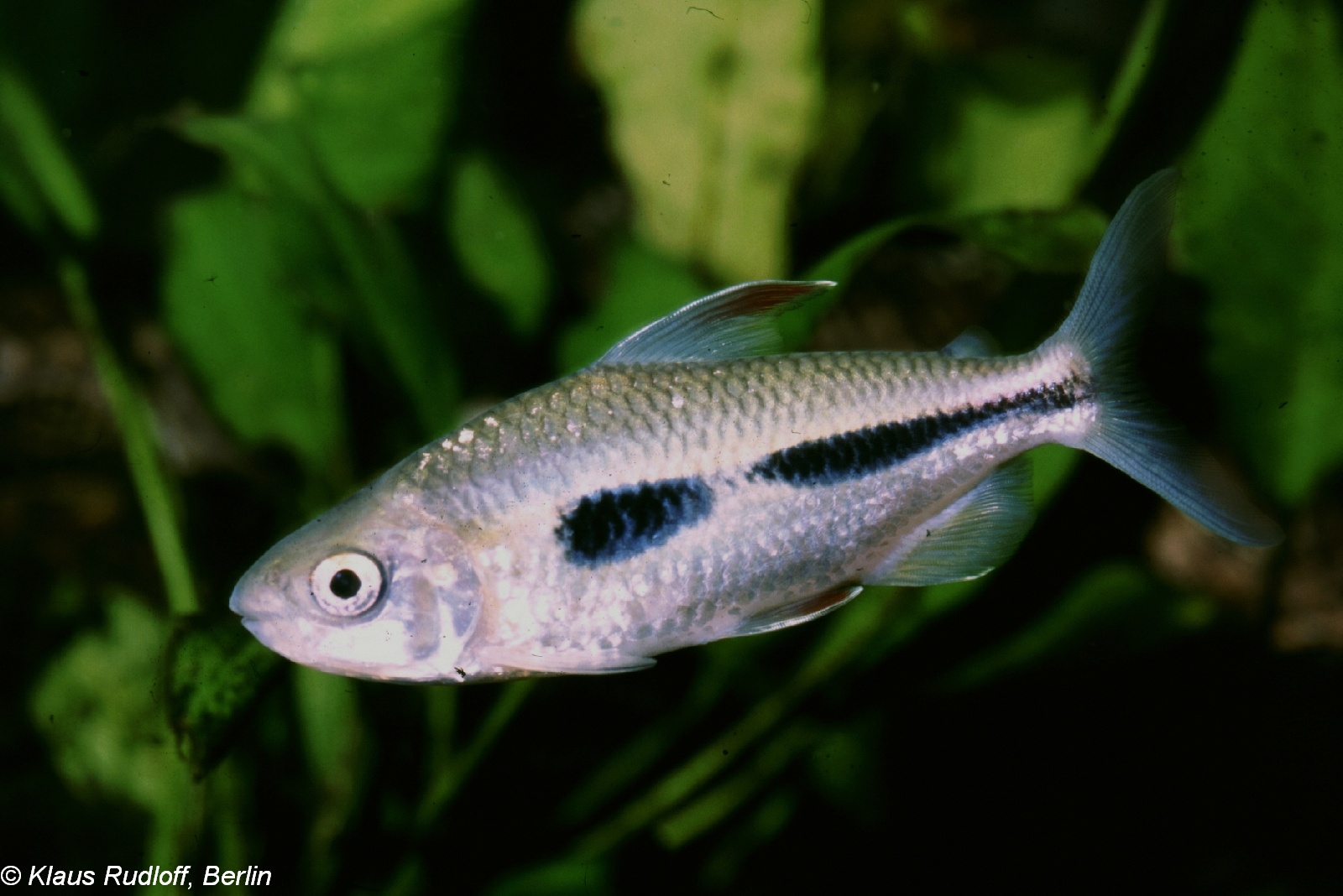
Bryconaethiops boulengeri

- Gattung Bryconaethiops Günther, 1873Bryconaethiops boulengeri
  - Bryconaethiops boulengeri Pellegrin, 1900
  - Bryconaethiops macrops Boulenger, 1920
  - Bryconaethiops microstoma Günther, 1873
  - Bryconaethiops quinquesquamae Teugels & Thys van den Audenaerde, 1990
  - Bryconaethiops yseuxi Boulenger, 1899
- Gattung Bryconalestes Hoedeman, 1951[6]Langflossensalmler (Bryconalestes longipinnis)

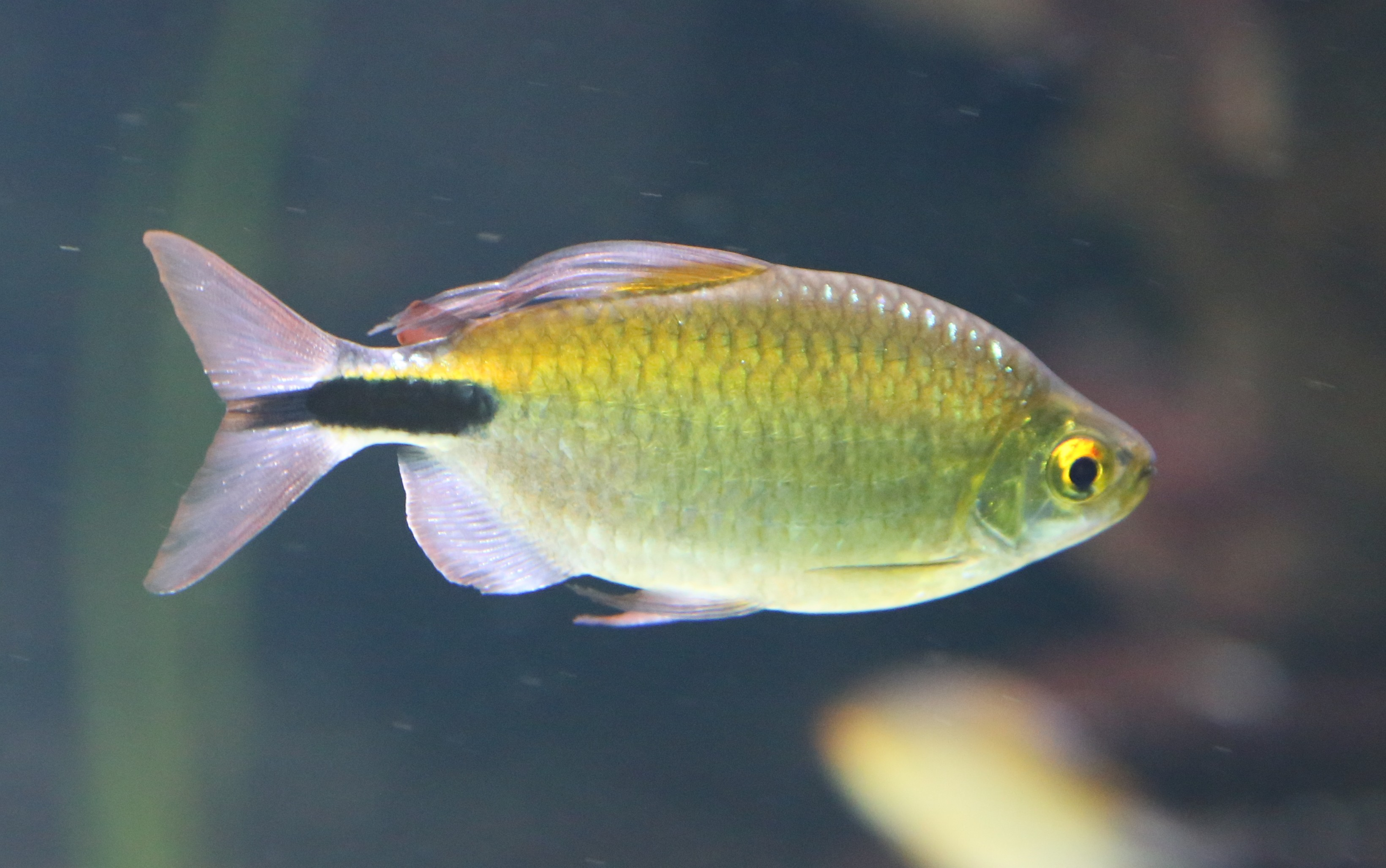
Langflossensalmler (Bryconalestes longipinnis)

  - Bryconalestes bartoni (Nichols & La Monte, 1953)
  - Bryconalestes derhami (Géry & Mahnert, 1977)
  - Bryconalestes humilis (Boulenger, 1905)
  - Bryconalestes intermedius (Boulenger, 1903)
  - Bryconalestes lateralis (Boulenger, 1900)
  - Bryconalestes leuciscus (Günther, 1867)
  - Langflossensalmer (Bryconalestes longipinnis Günther, 1864)
  - Bryconalestes luteus (Roman, 1966)
  - Bryconalestes sadleri (Boulenger, 1906)
  - Bryconalestes tessmanni (Pappenheim, 1911)
  - Bryconalestes tholloni (Pellegrin, 1901)
- Gattung Clupeocharax Pellegrin, 1926
  - Clupeocharax schoutedeni Pellegrin, 1926
- Gattung Hemigrammopetersius Pellegrin, 1926
  - Hemigrammopetersius barnardi (Herre, 1936)
  - Hemigrammopetersius pulcher (Boulenger, 1909)
- Gattung Hydrocynus Cuvier, 1816Hydrocynus goliath
  - Hydrocynus brevis Günther, 1864

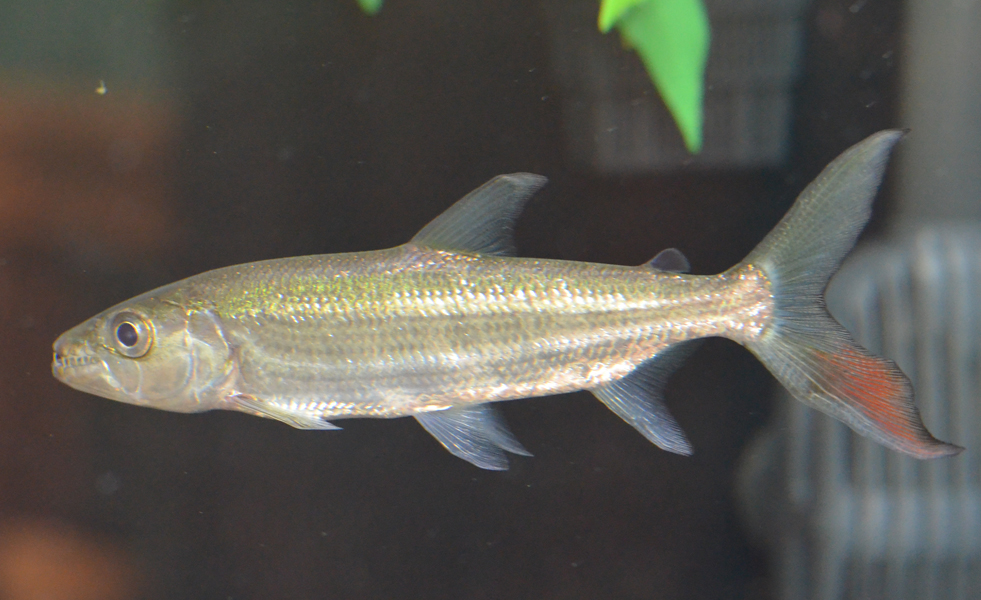
Hydrocynus goliath

  - Hydrocynus forskahlii (Cuvier, 1819)
  - Riesen-Tigersalmler (Hydrocynus goliath Boulenger, 1898)
  - Hydrocynus tanzaniae Brewster, 1986
  - Tigersalmler (Hydrocynus vittatus Castelnau, 1861)
- Gattung Ladigesia Géry, 1968Ladigesia roloffi
  - Ladigesia roloffi Géry, 1968

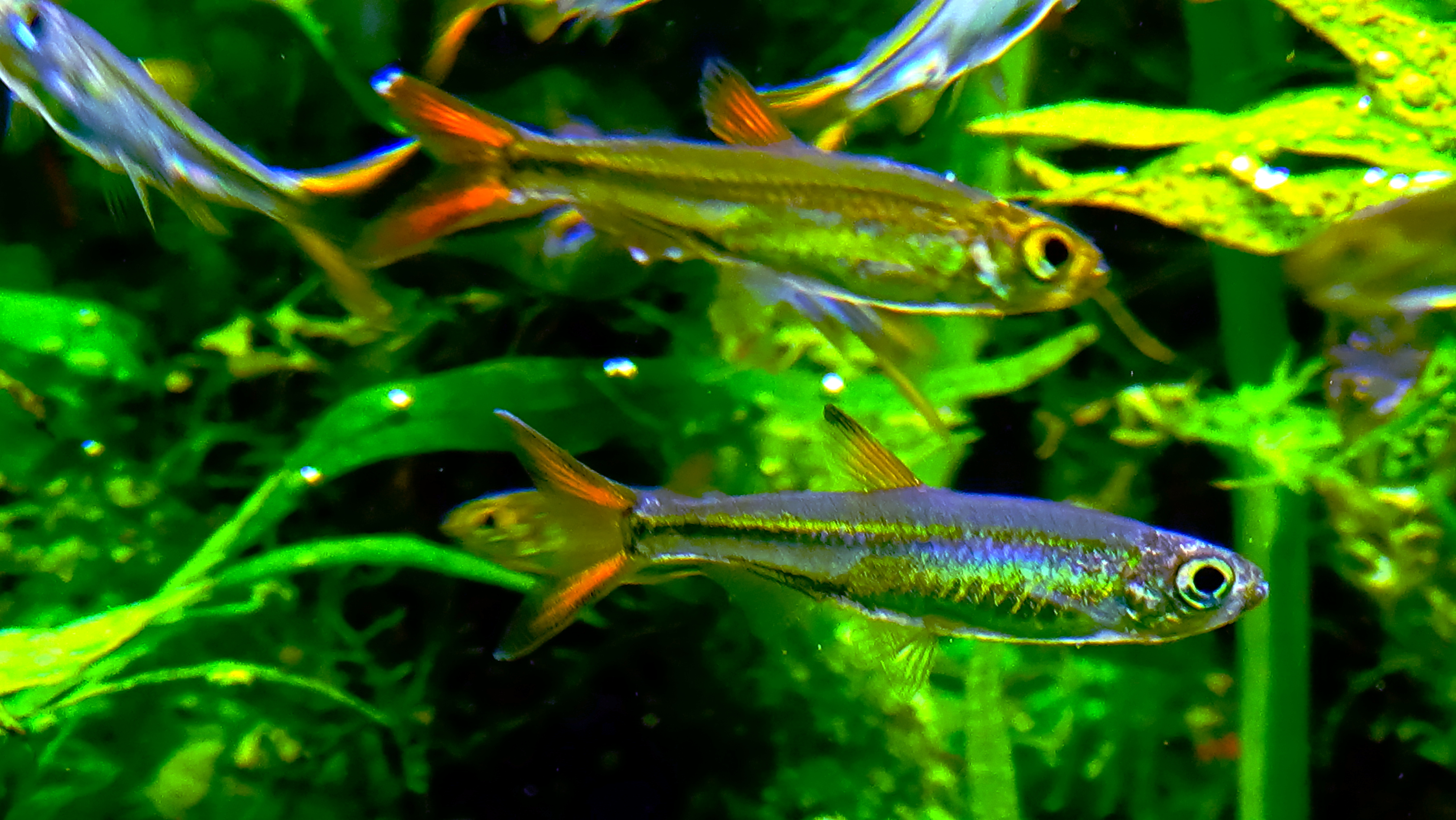
Ladigesia roloffi

- Gattung Micralestes Boulenger, 1899Micralestes acutidensMicralestes sardina

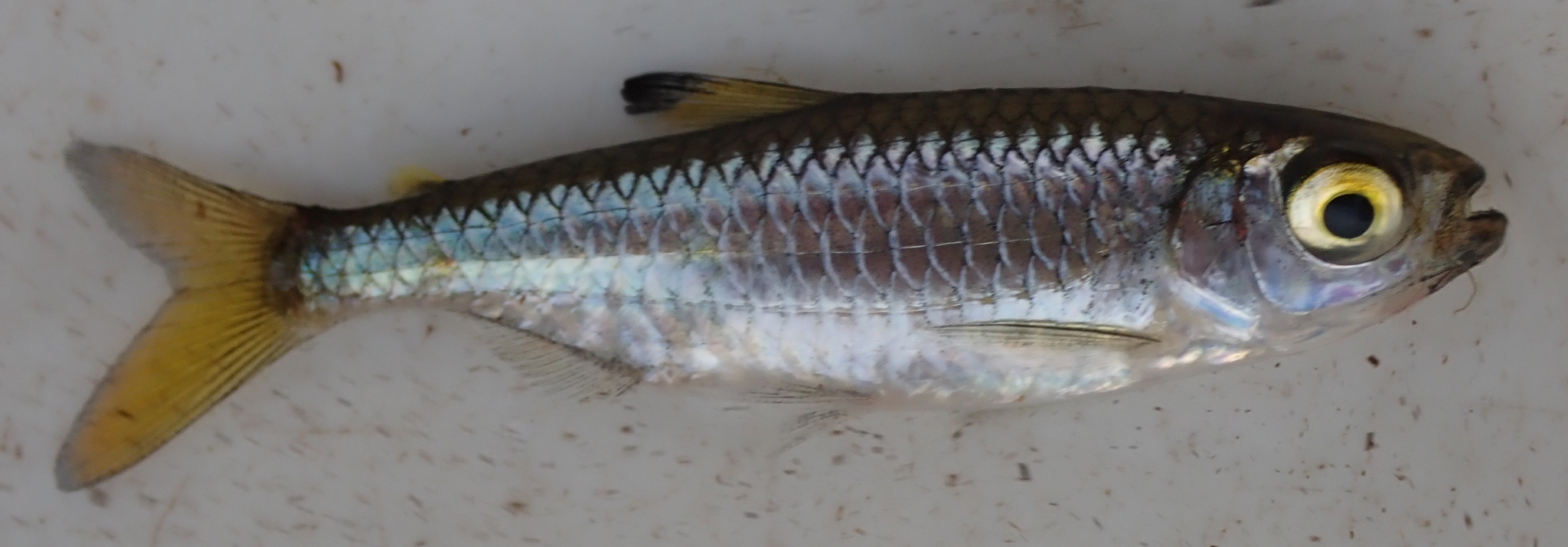
Micralestes acutidens

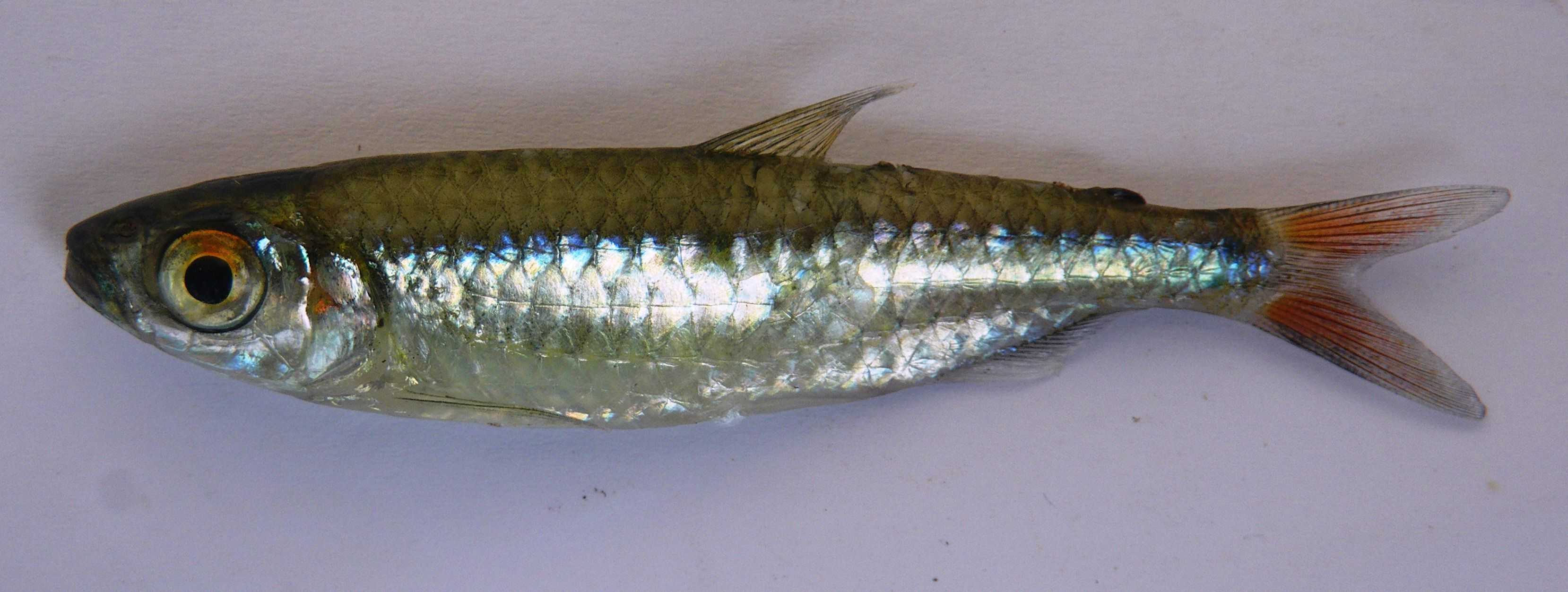
Micralestes sardina

  - Micralestes acutidens (Peters, 1852)
  - Micralestes ambiguus Géry, 1995
  - Micralestes argyrotaenia Trewavas, 1936
  - Micralestes comoensis Poll & Roman, 1967
  - Micralestes congicus Poll, 1967
  - Micralestes eburneensis Daget, 1965
  - Micralestes elongatus Daget, 1957
  - Micralestes fodori Matthes, 1965
  - Micralestes holargyreus (Günther, 1873)
  - Micralestes humilis Boulenger, 1899
  - Micralestes lualabae Poll, 1967
  - Micralestes occidentalis (Günther, 1899)
  - Micralestes schelly Stiassny & Mamonekene, 2007
  - Micralestes stormsi Boulenger, 1902
  - Micralestes vittatus (Boulenger, 1917)

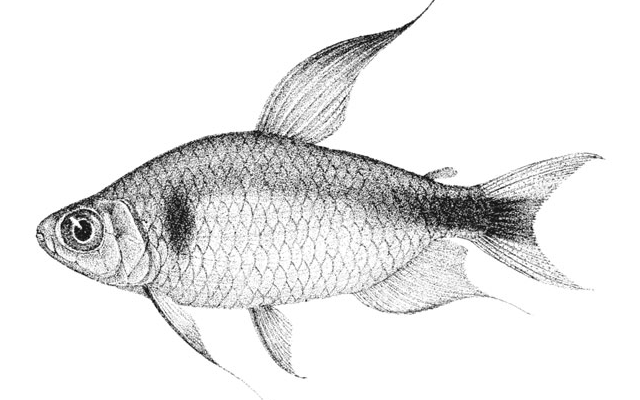
Ansorges Kongosalmler (Nannopetersius ansorgii)

- Gattung Nannopetersius Hoedeman, 1956Ansorges Kongosalmler (Nannopetersius ansorgii)
  - Ansorges Kongosalmler (Nannopetersius ansorgii Boulenger, 1910)
  - Nannopetersius lamberti Poll, 1967
  - Nannopetersius mutambuei Lunkayilakio & Vreven, 2008
- Gattung Petersius Hilgendorf, 1894
  - Petersius conserialis Hilgendorf, 1894
- Gattung Phenacogrammus Eigenmann, 1907Blauer Kongosalmler (Phenacogrammus interruptus), Männchen

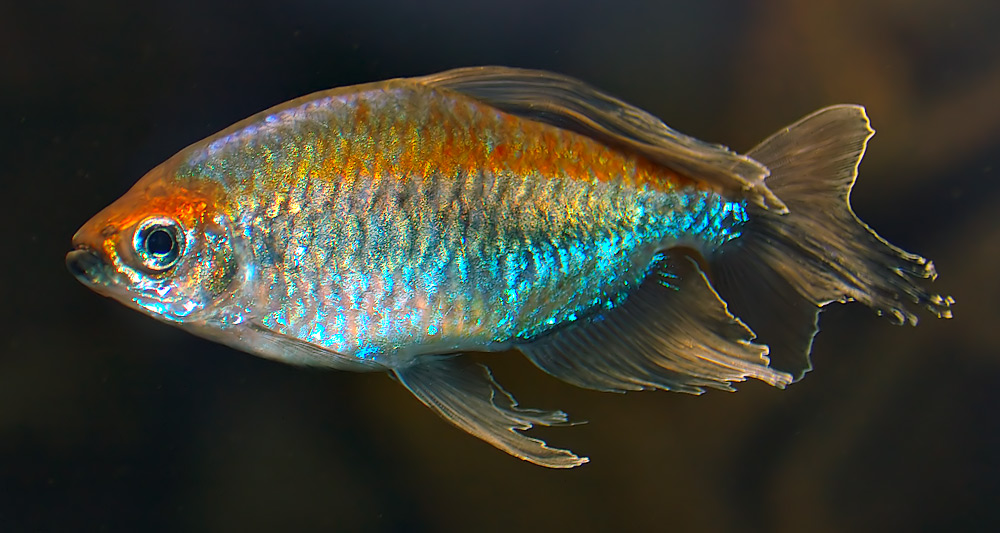
Blauer Kongosalmler (Phenacogrammus interruptus), Männchen

  - Phenacogrammus aurantiacus (Pellegrin, 1930)
  - Blehers Kongosalmler (Phenacogrammus bleheri Géry, 1995)
  - Brauner Kongosalmler (Phenacogrammus deheyni Poll, 1945)
  - Blauer Kongosalmler (Phenacogrammus interruptus Boulenger, 1899)
  - Phenacogrammus major (Boulenger, 1903)
  - Phenacogrammus polli Lambert, 1961
  - Phenacogrammus stigmatura (Fowler, 1936)
  - Phenacogrammus taeniatus Géry, 1996
  - Phenacogrammus urotaenia (Boulenger, 1909)
- Gattung Rhabdalestes Hoedeman, 1951Rhabdalestes maunensis

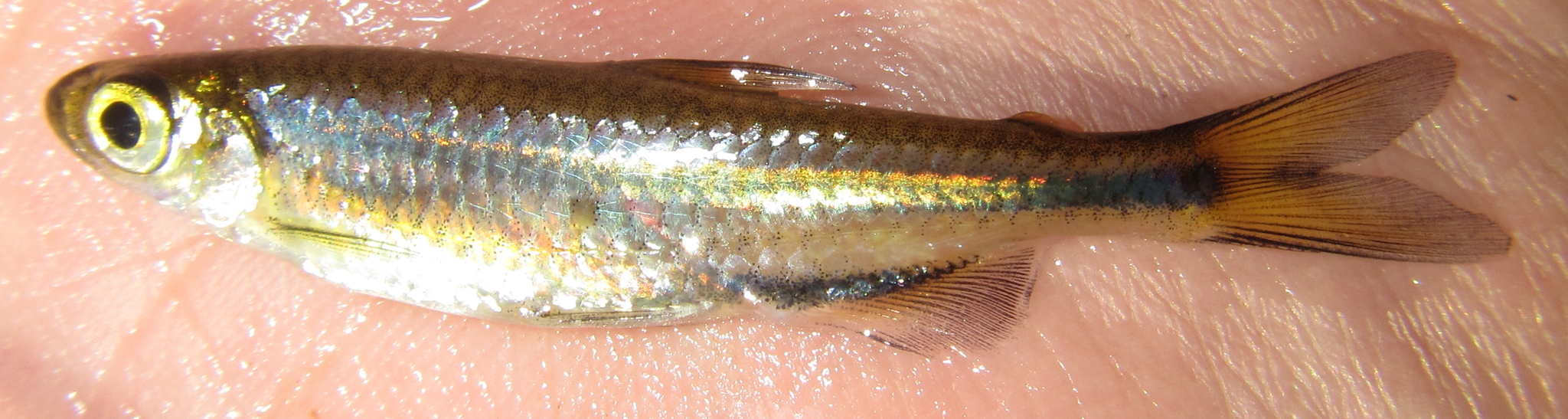
Rhabdalestes maunensis

  - Rhabdalestes aeratis Stiassny & Schaefer, 2005
  - Rhabdalestes brevidorsalis (Pellegrin, 1921)
  - Rhabdalestes leleupi Poll, 1967
  - Rhabdalestes maunensis (Fowler, 1935)
  - Rhabdalestes rhodesiensis (Ricardo-Bertram, 1943)
  - Rhabdalestes septentrionalis (Boulenger, 1911)
  - Rhabdalestes tangensis (Lönnberg, 1907)
  - Rhabdalestes yokai Ibala Zamba & Vrewen, 2008
- Gattung Tricuspidalestes Poll, 1967
  - Tricuspidalestes caeruleus (Matthes, 1964)
- Gattung Virilia Roberts, 1967
  - Virilia pabrensis (Roman, 1966)

Der Afrikanische Großschuppensalmler (Arnoldichthys spilopterus) und der Adonissalmler (Lepidarchus adonis), die beide ebenfalls zu den Afrikanisches Salmlern gehörten, wurden im November 2024 in die neu eingeführte Familie Lepidarchidae verschoben, da sie näher mit den Afrikanischen Hechtsalmlern (Hepsetidae) verwandt sind als mit den Afrikanischen Salmlern.